# テーバイ

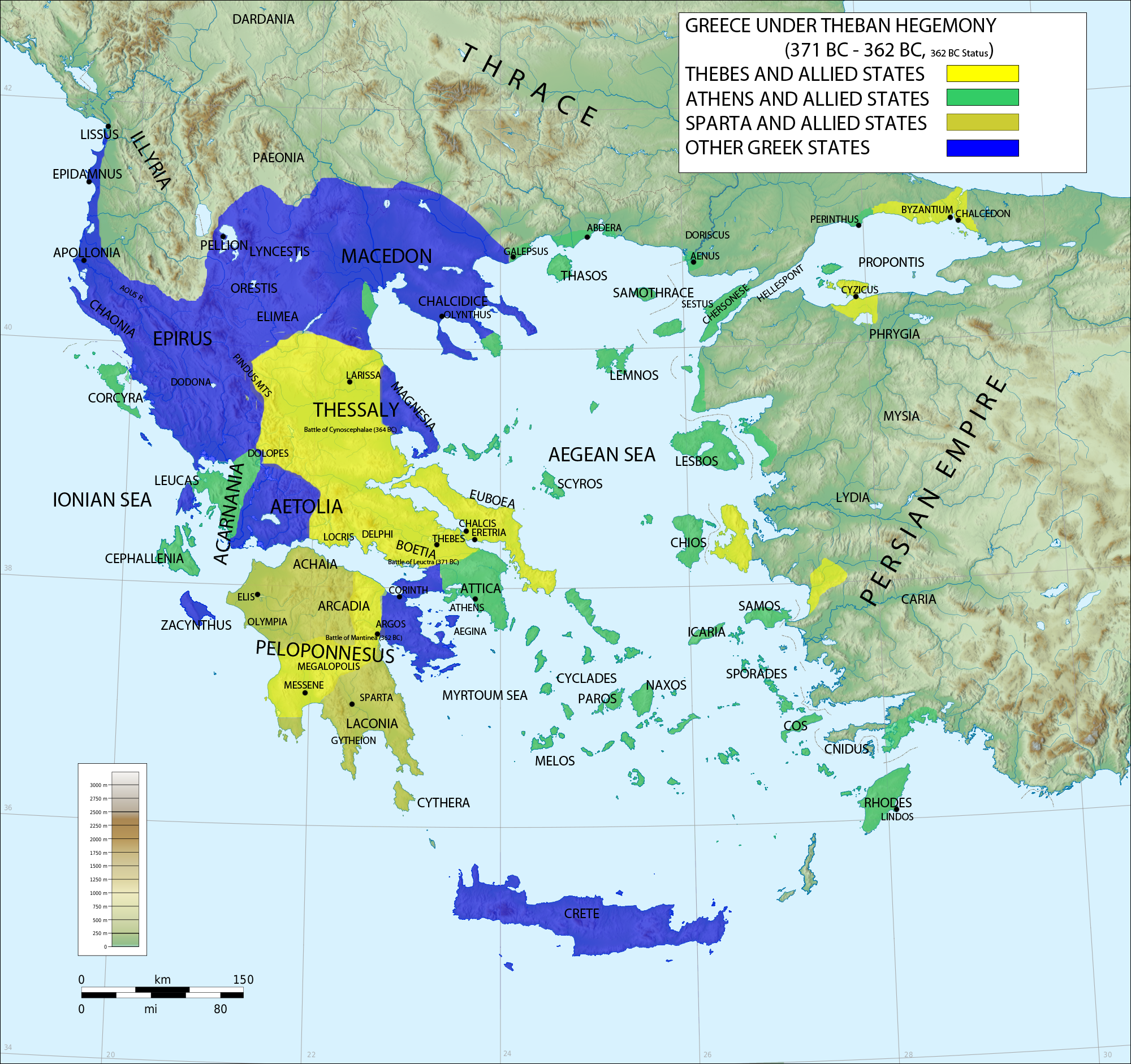
テーバイが覇権を握っていた時期（紀元前371年-紀元前362年）の地図。黄色がテーバイとその同盟国。

座標: 北緯38度19分26秒 東経23度19分2秒 / 北緯38.32389度 東経23.31722度
テーバイ（古希: Θῆβαι [tʰɛ̂ːbaj]、古代ギリシア語ラテン翻字: Thē̃bai）は、古代ギリシアにあった都市国家（ポリス）のひとつ。現在の中央ギリシャ地方ヴィオティア県の県都ティーヴァにあたる。
ボイオーティア同盟の盟主となり、アテナイやスパルタと覇権を争った最有力の都市国家のひとつであった。精強を謳われた「神聖隊」の活躍も知られている。
またギリシャ神話では「7つの門のテーバイ」として名高く、オイディプース伝説などの舞台となっている。
長音を略した「テバイ」や、「テーベ」と表記されることもある。

## 地理
テーバイは、ボイオーティアとアッティカを分かつキサイロナス山脈の北麓、ボイオーティア平原の南端にあたる。

## 歴史

### 都市の勃興
テーバイはアイオリス人が建設したと考えられている。テーバイからはミケーネ文明期の遺跡が見つかっている。青銅器時代にはドーリア人の侵攻を受けたと考えられ、かれらによる征服の事実がこの都市をめぐる神話の背景になっていると考えられている。ボイオーティア地方の中心に位置し、また軍事的にも強力なテーバイは、自然にボイオーティア人の盟主としての地位を確立していった。

### アテナイとの抗争とペルシャ戦争

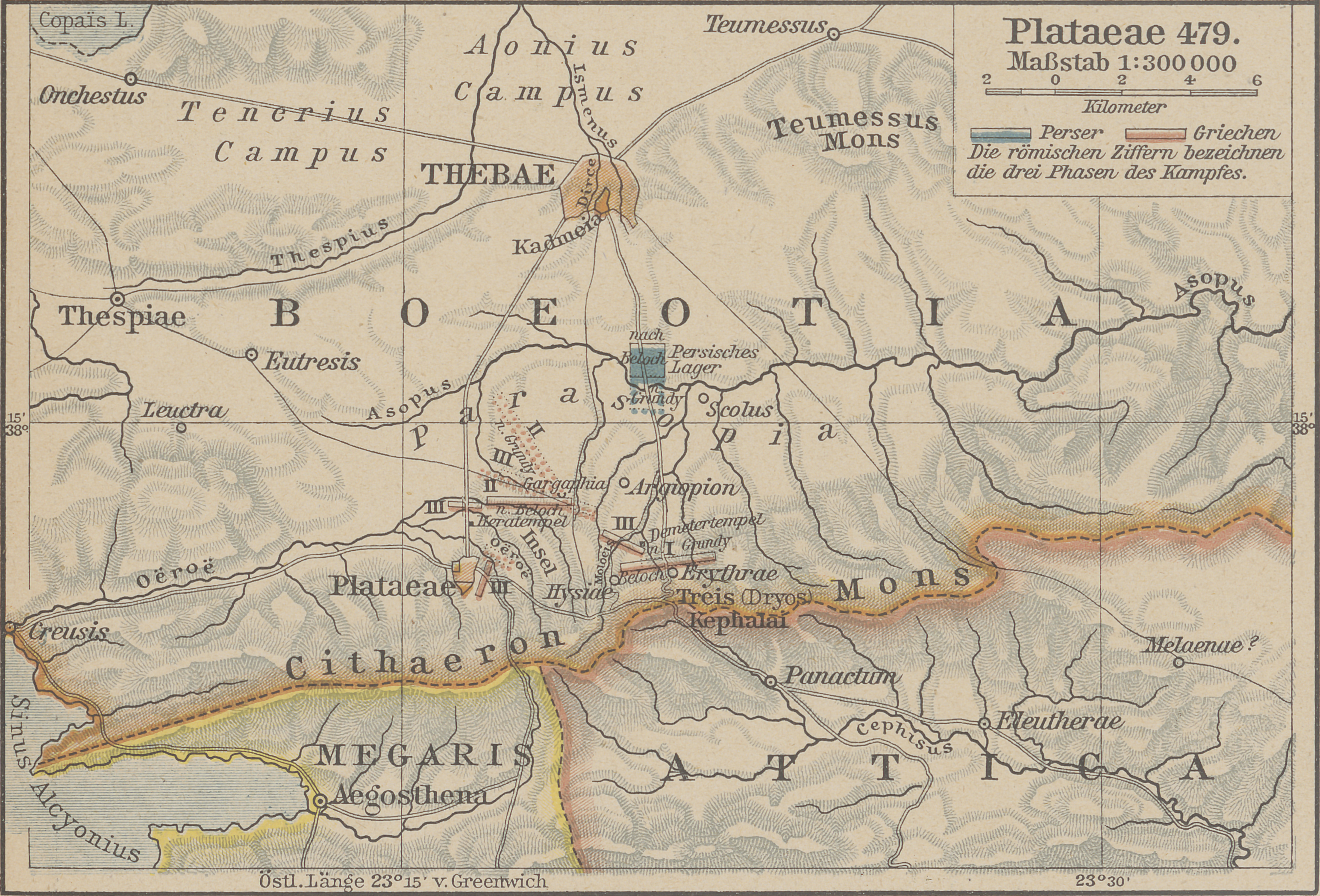
プラタイアの戦い（紀元前479年）

紀元前6世紀後半、テーバイ人たちははじめてアテナイ人たちと衝突を起こした。ボイオーティア側の小さな村落であるプラタイアが独立を維持するためにアテナイ人が支援したのが契機であり、紀元前506年にはアッティカへの侵攻が撃退されている。
紀元前480年、アケメネス朝のクセルクセス1世がギリシャに侵攻する（ペルシャ戦争）。テルモピュライの戦い（紀元前480年）においてテーバイ軍400人はギリシャ軍に参加し、スパルタのレオニダス1世とともにテルモピュライで最後まで踏みとどまるものの、ペルシャへ投降。レオニダスらの「玉砕」と比較して「愛国心」がないと非難されるその姿勢は、しばしばアテナイとの険悪な関係で説明される。テーバイの指導的な貴族たちはペルシャ軍への参加を決定し、テーバイはペルシャ軍のギリシャ攻略拠点となった。
プラタイアの戦い（紀元前479年）において、テーバイ軍はペルシャ軍の一員として激しく戦うものの、戦いはギリシャ連合軍が勝利を収めた。テーバイはギリシャ連合軍によって攻略され、ボイオーティア同盟の盟主の座から引き下ろされるなどの懲罰が加えられた。スパルタはテーバイをデルポイの隣保同盟から除名しようとしたが、アテナイの仲裁によって免れている。

### ペロポネソス戦争
紀元前460年、アテナイ（デロス同盟）とスパルタ（ペロポネソス同盟）との間に第一次ペロポネソス戦争（紀元前460年-紀元前445年）が勃発する。紀元前457年、スパルタは方針を転換し、中部ギリシャにおいてアテナイに対抗できる勢力としてボイオーティアにおけるテーバイの復権を認めた。アテナイはオイノフュタの戦い（紀元前457年）でボイオーティア同盟を破り、テーバイを除く全都市を占領してボイオーティアを支配下に置いたが、テーバイのカドメアの要塞はアテナイに対する抵抗の拠点として持ちこたえた。デルポイをめぐる第二次神聖戦争（紀元前449年-紀元前448年）の終息後、ボイオーティアの諸都市はアテナイに対して反旗を翻すようになった。コロネイアの戦い（紀元前447年）でボイオーティアなどの連合軍はアテナイに勝利、アテナイはボイオーティアから撤退し、ボイオーティアの諸都市は独立を取り戻した。
紀元前431年、（第二次）ペロポネソス戦争（紀元前431年-紀元前404年）が勃発するが、テーバイはスパルタの忠実な同盟者としてアテナイと戦った。これに対してアテナイはプラタイアをはじめとする小規模な都市を支援してテーバイを苦しめた。紀元前427年、テーバイは因縁の深いプラタイアを占領し、破壊している。紀元前424年にはデリオンの戦いで、テーバイをはじめとするボイオーティア軍はアテナイ軍を破り、テーバイの軍事的な実力が示されることとなった。

### コリントス戦争
紀元前404年、ペロポネソス戦争はスパルタの勝利で終結し、アテナイには親スパルタの三十人政権が樹立された。テーバイの指導者たちは、スパルタが併合の意図を持っていたことを知り、スパルタとの同盟を破棄した。紀元前403年には、テーバイはアテナイの民主制復活をひそかに支援し、スパルタに対する均衡をとらせようとしている。反スパルタ勢力に対してアケメネス朝からの資金提供も行われたことも一つの要因となり、テーバイはコリントスとともに反スパルタ連合の核となっていった。紀元前395年、テーバイやコリントスなどの諸国はスパルタとの間に戦端を開く（コリントス戦争）。テーバイはハリアルトスの戦い（紀元前395年）やコロネイアの戦い（紀元前394年）で軍事的な能力を示した。
紀元前387年、アンタルキダスの和約が結ばれ、すべてのギリシアの都市の完全な自治が明記された。この和約はボイオーティアの諸都市のテーバイからの離反を招くものであり、テーバイにとっては破滅的なものであった。紀元前383年、スパルタは裏切りによって城砦を占拠し、テーバイの軍を削減した。

### レウクトラの戦いとテーバイの覇権
紀元前379年、ペロピダスやエパメイノンダスが率いるテーバイ市民の決起が成功してスパルタ軍を追放し、テーバイはスパルタの支配から脱した。伝統的な寡頭政治の代わりに民主主義が導入された。 
スパルタとの戦いにおいて、ペロピダスやエパメイノンダスが率いるテーバイ軍は優れた戦果を挙げた。紀元前371年のレウクトラの戦いで、エパメイノンダス率いる劣勢のテーバイ軍がスパルタ軍を撃破したことで、テーバイの軍事的な栄光は頂点に達し、テーバイがスパルタに代わってギリシャの覇権を握ることとなった。エパメイノンダス率いるテーバイ軍はペロポネソスに侵攻し、スパルタ経済の基盤である奴隷を解放した。同様の遠征はテッサリアやマケドニアに対しても行われた。
しかし、テーバイの覇権は長く続かなかった。紀元前364年にはキュノスケファライの戦いでペロピダスが戦死。紀元前362年のマンティネイアの戦いでエパメイノンダスをはじめ多くの将軍を失った。エパメイノンダスに代わる有能な指導者を持たなかったテーバイは覇権を失い、復活したアテナイの後塵を拝することになる。
第三次神聖戦争（紀元前356年–紀元前346年）で、テーバイはアテナイ、スパルタなどと同盟したフォキスと戦ったが、中部ギリシャにおいて優勢を維持することはできなかった。テーバイはマケドニア王ピリッポス2世の助力を得ることでようやく勝利を手にしたが、この戦争はピリッポスのギリシアでの勢力拡大へと繋がった。

### マケドニアとの抗争
マケドニア王国のピリッポス2世は、覇権国家だった当時のテーバイに人質として暮らし、エパメイノンダスから教育を受けたとされる。
紀元前339年、アテナイの指導者であるデモステネスは、反マケドニアの立場でテーバイを説得し、同盟を結んだ。紀元前338年のカイロネイアの戦いで、ピリッポス2世とその子アレクサンドロス（のちのアレクサンドロス3世）が率いるマケドニア軍と戦ったテーバイ・アテナイ連合軍は敗れた。この戦いで、神聖隊も壊滅を遂げた。これにより、ギリシャに対するマケドニアの影響を排除する希望は失われた。ピリッポス2世はボイオーティアに対する支配権を剥奪するのみで満足した。
紀元前335年、ピリッポス2世が暗殺されると、ギリシャの諸都市はマケドニアから離反した。テーバイはアテナイと結び、蜂起した市民はマケドニア軍を追放してアレクサンドロス3世に反旗を翻した。北方を転戦していたアレクサンドロスは直ちに反応してギリシャに急行した。他の都市はアレクサンドロスの強行軍の前に抵抗をためらったが、テーバイは徹底抗戦を決めた。結果、テーバイは蹂躙された。テーバイは徹底して破壊され、殺戮の中で生き残った住民は奴隷として売り飛ばされた。破壊を免れたのは寺院とピンダロス（テーバイ出身の紀元前5世紀の詩人）の家のみ、奴隷化を免れたのは聖職者と親マケドニアの指導者、ピンダロスの末裔だけであった。テーバイの末路に恐怖したアテナイは、マケドニアに屈服した。

### その後のテーバイ
紀元前316年、カッサンドロスによってテーバイは再建された。中世に入ると、東ローマ帝国のもとで絹織物の産地として発展を遂げることとなる。

## 神話におけるテーバイ
テーバイは、ギリシャ神話で重要な役割を果たす土地である。
神話によれば、テーバイの創建者はカドモスである。フェニキア王アゲーノールの命でゼウスに攫われたエウロペを捜索していたカドモスは、エウロペが見付からないので帰国できず、代わりにアレスの竜を討伐してテーバイを建国した。カドモスはハルモニアーと結婚し、複数の子女をもうけたが、ことごとく不幸な死を遂げた。そのひとり王女セメレーがゼウスとの間になした子が、豊穣とブドウ酒と酩酊の神ディオニューソスである。
父を殺し母を妻としたオイディプースの悲劇の舞台であり、オイディプースはカドモスの玄孫にあたる。
オイディプースには2人の男子（エテオクレース、ポリュネイケス）と2人の女子（アンティゴネー、イスメーネー）がいた。2人の男子は王位をめぐって争い、テーバイ攻めの七将の物語となる。七将は攻略に失敗し、反逆者として埋葬が禁止された兄ポリュネイケースの亡骸を葬ったアンティゴネーは自害した。10年後に七将の息子たち（エピゴノイ）が勝利を収める。神話によればテーバイには七つの門があるとされ、テーバイ攻めの七将やその息子達にあたるエピゴノイ達は各将が一つずつ門を攻め、対するテーバイ側も各門に一人ずつの将を配して対抗した。
また、大英雄ヘーラクレース出生の地でもあり、ここからテーバイの重装歩兵の盾の紋章には棍棒（ヘーラクレースの象徴）の絵がよく用いられていた。
テーバイに関する神話・神話上の人物として以下のものがある：
- カドモスの竜退治
- スパルトイ
- ハルモニアーの首飾り
- ディオニューソス
- ペンテウスとアガウエー
- オイディプース
- テイレシアース
- テーバイ攻めの七将
- アンティゴネーとイスメーネー
- エピゴノイ
  - ディオメーデース、ステネロス、エウリュアロスはトロイア戦争にも参戦